# Korfbal NK 1 tegen 1
Het Korfbal NK 1 tegen 1 is een Nederlands jaarlijks spelerstoernooi dat in 's-Gravenzande gespeeld wordt.

## Geschiedenis
In 1998 is de eerste editie van het Nederlands Kampioenschap 1 tegen 1; een toernooi waarbij individuele spelers strijden wie de beste aanvallende korfballer van Nederland is. Het toernooi wordt buiten gespeeld en wordt georganiseerd door korfbalclub ONDO.
Spelers kunnen zich zelf opgeven voor het toernooi of worden door de organisatie uitgenodigd om deel te nemen.
In eerste instantie was het toernooi opgezet voor senioren alleen, maar dit werd gaanderweg uitgebreid naar junioren en aspiranten

## Senioren Toernooi Winnaars
| Jaar | Speler                         | Club          |
| ---- | ------------------------------ | ------------- |
| 2025 | Bastian van Essen              | Dalto         |
| 2024 | Ran Faber                      | LDODK         |
| 2023 | Olav van Wijngaarden           | PKC           |
| 2022 | Ran Faber                      | LDODK         |
| 2021 | niet gespeeld vanwege COVID-19 |               |
| 2020 | niet gespeeld vanwege COVID-19 |               |
| 2019 | Momo Stavenuiter               | AKC Blauw-Wit |
| 2018 | Alwin Out                      | Koog Zaandijk |
| 2017 | Maarten Groot Hulze            | Dalto         |
| 2016 | Bob Gerritsen                  | DVO           |
| 2015 | Marijn van den Goorbergh       | DVO           |
| 2014 | Yosri van der Ende             | ONDO          |
| 2013 | Barry Schep                    | Fortuna       |
| 2012 | Jim Snel                       | AW.DTV        |
| 2011 | Barry Schep                    | Fortuna       |
| 2010 | Gerald van Dijk                | AKC Blauw-Wit |
| 2009 | Barry Schep                    | ONDO          |
| 2008 | Jos Roseboom                   | Dalto         |
| 2007 | Michiel Gerritsen              | Nic.          |
| 2006 | Barry Schep                    | Fortuna       |
| 2005 | Bert Taal                      | Futura        |
| 2004 | Barry Schep                    | Fortuna       |
| 2003 | Jan Willem van der Kraan       | ONDO          |
| 2002 | Wim Scholtmeijer               | Fortuna       |
| 2000 | Barry Schep                    | Fortuna       |
| 1999 | Ferry Puijk                    | Ready         |
| 1998 | Albert Schuiten                | Fortuna       |

## Meest behaalde titels
- Barry Schep, 6x